# ژوئن ۲۰۰۹
ژوئن ۲۰۰۹ یکی از ماه‌های ۲۰۰۹ (میلادی) است.

## ۱ ژوئن ۲۰۰۹
- ورشکستگی جنرال موتورز

کمپانی خودروسازی جنرال موتورز با ۱۷۲ میلیارد دلار بدهی اعلام ورشکستگی کرد. وال استریت ژورنال

## ۲ ژوئن ۲۰۰۹
- بقایای هواپیمای ایرفرانس پیدا شدند

ارتش برزیل بقایای هواپیمای ایرباس آ-۳۳۰ متعلق به ایر فرانس را در اقیانوس اطلس پیدا کردند. بگفته مسئولین، تمامی ۲۲۸ سرنشین آن مفقودالاثر هستند. رویترز

## ۳ ژوئن ۲۰۰۹
- فروش هامر به چین

جنرال موتورز، شرکت هامر را به شرکت صنایع سنگین سیچوان تنگژونگ چین فروخت. بوستون هرالد

## ۴ ژوئن ۲۰۰۹
- پاسخ رهبر ایران به اوباما

علی خامنه‌ای در پاسخ به دعوت باراک اوباما به بهبودی روابط با ایران، آنچه را «حرف‌های شیرین دولتمردان آمریکا» خواند، فاقد ارزش دانست و تاکید کرد «ملت‌های مسلمان از ته دل از آمریکا متنفرند». بی بی سی فارسی، یونایتد پرس، واشنگتن پست، یونایتد پرس

## ۵ ژوئن ۲۰۰۹
- بازدید باراک اوباما از اردوگاه بوخن‌والد

باراک اوباما، رییس‌جمهوری آمریکا، در جریان دیدار خود از آلمان، از اردوگاه بوخن‌والد که محل مرگ ۵۶ هزار زندانی یهودی و همچنین حدود ۲۵۰ هزار تن از ۳۶ کشور اروپایی بوده‌است، بازدید کرد. برای نخستین‌بار بود که باراک اوباما از یک اردوگاه کار اجباری دیدن می‌کرد. وی از اردوگاه بوخن‌والد به عنوان «بزرگترین شماتت» برای انکارکنندگان نسل‌کشی یهودیان به وسیله آلمان نازی نام برد. بی‌بی‌سی فارسی، دویچه وله فارسی، تلگراف لندن
- درگذشت دیوید کارادین

دیوید کارادین، از بازیگران هالیوود و از نقش‌های اصلی فیلم بیل را بکش در تایلند درگذشت. آسوشیتد پرس

## ۶ ژوئن ۲۰۰۹
- نخستین فستیوال همجنس‌گرایان چین

نخستین فستیوال همجنس‌گرایان در تاریخ چین به مدت یک هفته در شهر شانگ‌های برگزار می‌گردد. بی‌بی‌سی انگلیسی

## ۷ ژوئن ۲۰۰۹
- انتخابات حساس پارلمانی در لبنان آغاز شد

انتخابات پارلمانی لبنان، که در آن ائتلاف احزاب حاکم و تحت حمایت غرب مقابل «ائتلاف ۸ مارس» به رهبری حزب الله لبنان قرار می‌گیرد، آغاز شد. پیش‌بینی شده که رقابت میان ائتلاف طرفدار غرب که «ائتلاف ۱۴ مارس» نام گرفته و رقبای این ائتلاف که از سوی سوریه و ایران حمایت می‌شوند، برای تصاحب اکثریت ۱۲۸ کرسی پارلمان نزدیک باشد. بی‌بی‌سی فارسی
- راجر فدرر برای اولین بار قهرمان تنیس آزاد فرانسه شد

راجر فدرر با شکست دادن رابین سودرلینگ سوئدی با نتیجهٔ ۶-۱ ۷-۶(۱) ۶-۴ برای اولین مرتبه قهرمان رقابت‌های تنیس آزاد فرانسه شد. فدرر اکنون به رکورد ۱۴ گرند اسلم پیت سمپراس دست یافته است و ششمین تنیسور مردی است که هر چهار گرند اسلم را روی سه زمین اصلی برده‌اند. رویترز

## ۸ ژوئن ۲۰۰۹
- ائتلاف حاکم، در انتخابات پارلمانی لبنان پیروز شد، شکست حزب‌الله

ائتلاف ۱۴ مارس به رهبری سعد حریری، در انتخابات پارلمانی لبنان اکثریت کرسی‌های پارلمانی را بدست آورد. براساس نتایج اعلام شده، ائتلاف سعد حريری ۷۱ کرسی و ائتلاف حزب‌الله لبنان ۵۷ کرسی را بدست آورده‌اند. دویچه وله فارسی، بی‌بی‌سی فارسی
- محکومیت دو خبرنگار آمریکائی در کره شمالی

یک دادگاه عالی در کره شمالی، دو خبرنگار آمریکایی کره‌ای‌تبار را به جرم تهیه گزارشی در مورد فراریان از کره‌ شمالی، به ۱۲ سال زندان در یک اردوگاه کار اجباری محکوم کرد. دویچه وله فارسی
- اعتراض به اکران فیلم در عربستان پس از ۳۰ سال

اکران عمومی اولین فیلم در سینماهای عربستان سعودی پس از یک وقفه ۳۰ ساله، با اعتراض برخی اسلام‌گرایان محافظه‌کار این کشور مواجه شد. فیلمی که به اکران درآمد مناحی نام داشت. بی‌بی‌سی فارسی

## ۹ ژوئن ۲۰۰۹
- انفجار مهیب در پیشاور چندین قربانی بر جای گذاشت

بر اثر انفجار مهیب در برابر هتل مجلل پرل کنتیننتال (Pearl Continental) در پیشاور، پاکستان دست‌کم ۱۱ نفر کشته و ۳۴ نفر مجروح شدند. گزارش‌های تائیدنشده حاکی از کشته و زخمی شدن تعدادی از کارکنان سازمان ملل متحد و سیاست‌مداران پاکستانی است. دویچه وله فارسی
- شرکت شل به شاکیان نیجریایی غرامت می‌پردازد

شرکت نفتی «رویال داچ شل» که قرار بود به خاطر همدستی در اعدام کن سارو ویوا، شاعر و فعال زیست‌محیطی نیجریایی محاکمه شود، با قبول پرداخت غرامت از محاکمه رهایی یافت. این در حالیست که این شرکت اتهام‌های خود را رد می‌کند. دویچه وله فارسی

## ۱۰ ژوئن ۲۰۰۹
- توافق بر سر تحریم‌های جدید علیه کره شمالی

پنج عضو دایم شورای امنیت سازمان ملل متحد، بر سر پیش نویس قطعنامه‌ای علیه کره شمالی به توافق رسیده‌اند. بی‌بی‌سی فارسی
- محاکمه نخستین زندانی گوانتانامو در خاک آمریکا

نخستین زندانی بازداشتگاه گوانتانامو در خاک ایالات متحده آمریکا در برابر دادگاه غیرنظامی قرار گرفت. احمد غايی‌لانی، اهل تانزانیا، سه‌شنبه به وقت محلی به دادگاهی غیرنظامی در ایالت نیویورک آورده شد. وی که متهم به قتل ۲۲۴ نفر است، خود را «بی‌گناه» خواند. دویچه وله فارسی
- خرید کمپانی کرایسلر توسط خودروسازان ایتالیایی

شرکت کرایسلر که در ماه مه امسال اعلام ورشکستگی کرده بود روز گذشته تنها چند ساعت بعد از حکم نهایی دیوان عالی فدرال ایالات متحده آمریکا توسط کمپانی فیات ایتالیا خریداری گردید. بیزنس ویک

## ۱۱ ژوئن ۲۰۰۹
- سپاه پاسداران، هواداران موسوی را به «انقلاب مخملی» متهم کرد

یدالله جوانی، رئیس دفتر سیاسی سپاه پاسداران انقلاب اسلامی، هواداران میرحسین موسوی و مخالفان اصلاح‌طلب محمود احمدی‌نژاد را متهم به تلاش برای انجام «انقلاب مخملی» در ایران کرده‌است. وی همچنین هشدار داد که «هر حرکتی برای انقلاب مخملی در ایران در نطفه خفه خواهد شد». بی‌بی‌سی فارسی
- تیراندازی در موزه یادبود هولوکاست، یک کشته بر جای گذاشت

یک نژادپرست حامی گروه‌های نئونازی به نام جیمز ون براون، با استفاده از اسلحه گرم، به موزه یادبود هولوکاست در شهر واشنگتن دی‌سی حمله برد و یک مامور انتظامات موزه را به قتل رساند و خود نیز از ناحیه سر مجروح شد. وی در وبگاه خود، اعلام کرده بود که: «زمان کشتن تمام یهودیان فرا رسیده است». صدای آمریکا

## ۱۲ ژوئن ۲۰۰۹
- آغاز انتخابات ریاست‌جمهوری در ایران

از ساعت ۸ بامداد روز جمعه به وقت محلی، مراکز اخذ رای در انتخابات دهمین دوره ریاست‌جمهوری ایران در سراسر کشور کار خود را آغاز کردند. بی‌بی‌سی فارسی
- تلویزیون آمریکا بطور سراسری دیجیتال می‌شود

کلیه شبکه‌های تلویزیونی آمریکا از جمعه ۱۲ ژوئن، بطور دائمی سیگنال‌های برنامه‌های خود را از آنالوگ به دیجیتال تغییر خواهند داد. با این تغییر بیش از دو میلیون خانواده در آمریکا که هنوز گیرنده دیجیتال تهیه نکرده‌اند، دیگر قادر به تماشای برنامه‌های تلویزیونی نخواهند بود. بی‌بی‌سی فارسی

## ۱۳ ژوئن ۲۰۰۹
- ناآرامی در تهران درپی اعلام نتایج انتخابات

در پی اعلام نتایج دهمین دوره انتخابات ریاست جمهوری ایران، هزاران نفر از معترضان به آراء و طرفداران میرحسین موسوی در خیابان های تهران با دادن شعار از جمله خواستار بازپس گیری آراء خود شده‌اند. منابع خبری از بروز درگیری در یکی از میادین شمال شهر تهران میان حامیان محمود احمدی نژاد و میر حسین موسوی خبر داده اند و گزارش هایی از ناآرامی مقابل ساختمان وزارت کشور ایران و همچنین خيابان هاى فاطمى، وليعصر و ميدان ونک منتشر شده است که خبرگزاری اسوشیتدپرس آن را «جدی ترین ناآرامی در تهران در یک دهه گذشته» خوانده است. (مطالب بیشتر) بی‌بی‌سی فارسی، آسوشیتد پرس، رادیو فردا
- موسوی و احمدی‌نژاد هر دو مدعی پیروزی در انتخابات شدند

خبرگزاری‌ها از شرکت حدود ۷۰ درصد واجدین شرایط رای‌دادن در انتخابات گزارش داده‌اند. در همین حال، میرحسین موسوی و محمود احمدی‌نژاد از پیروزی خود در انتخابات ریاست جمهوری ایران سخن می‌گویند. دانشگاه‌های ایران تعطیل شده‌اند و نیروی انتظامی جمهوری اسلامی اعلام کرده است که «برای برقراری نظم و امنیت» در پایتخت ایران، «مانور اقتدار» برگزار کرده است. دویچه وله فارسی، بی‌بی‌سی فارسی
- آغاز تحویل جنگنده‌های تایفون به عربستان

نیروی هوایی عربستان سعودی، دو فروند هواپیمای جنگنده تایفون از بریتانیا دریافت کرد. هواپیماهای تحویل داده‌شده، بخشی از یک سفارش عظیم را تشکیل می‌دهند که شامل ۷۲ فروند جنگنده تایفون می‌شود. رادیو زمانه
- تحریم‌ها علیه کره‌ی شمالی شدت گرفت

شورای امنیت سازمان ملل متحد، در واکنش به جدیدترین آزمایش اتمی کره‌ی شمالی، تحریم‌ها علیه این کشور را افزایش داد. در قطعنامه‌ی جدید این شورا از دولت کمونیستی کره شمالی خواسته شده تا به پیشبرد برنامه‌های اتمی و تولید سلاح‌های هسته‌ای پایان ببخشد. دویچه وله فارسی

## ۱۴ ژوئن ۲۰۰۹
- فرانسه، آلمان و آمریکا از شرایط موجود در ایران ابراز نگرانی عمیق کردند

برنارد کوشنر، وزیر خارجه فرانسه سرکوب «بیرحمانه» مخالفان سیاسی توسط مقام های دولتی، را موجب بسته شدن درهای مذاکره دانست و گفت رهبران ایران از راه خشونت به هیچ جا نخواهند رسید. در برلین نیز فرانک والتر اشتاین مایر، وزیر خارجه آلمان، سرکوب معترضان به انتخاب محمود احمدی نژاد را «ناپذیرفتنی» خواند. در همین حال جو بایدن، معاون رییس جمهوری آمریکا، انتخاب مجدد محمود احمدی نژاد در انتخابات را «تردیدآمیز» خواند. رادیو فردا
- درخواست موسوی از مردم برای مخالفت مسالمت آمیز و از شورای نگهبان برای ابطال آراء

میرحسین موسوی، رقیب اصلی محمود احمدی‌نژاد در انتخابات ریاست جمهوری دهم در ایران، با انتشار بیانیه‌ای از مردم خواست که «به‌صورت مسالمت آمیز و با رعایت اصل عدم برخورد مخالفت‌های مدنی و قانونی»، مخالفت خود را نسبت به نتایج انتخابات نشان دهند. وی خبر از درخواست مجوز از مسئولان برای برگزاری راهپیمایی بزرگ داده و همچنین تقاضایی مبنی بر ابطال نتایج انتخابات اخیر به شورای نگهبان ارائه نمود. بی‌بی‌سی فارسی
- بازداشت گسترده فعالان سیاسی و خبرنگاران در تهران

در حالی که تظاهرات مردم در تهران و برخی دیگر شهرهای ایران علیه نتایج انتخابات دهمین دوره ریاست جمهوری همچنان ادامه دارد، شماری از رهبران و اعضای جبهه مشارکت، سازمان مجاهدین انقلاب، نهضت آزادی ایران و فعالان ملی‌مذهبی در تهران بازداشت شده‌اند. همچنین گزارشات تائیدنشده‌ای از بازداشت خانگی میرحسین موسوی منتشر شده است. دویچه وله فارسی، رادیو فردا، العربیه، بی‌بی‌سی فارسی
- قهرمانی تیم لیکرز در فینال مسابقات ان بی ای

تیم لس آنجلس لیکرز در بازی پنجم خود در برابر تیم اورلندو مجیک، با نتیجه ۹۹-۸۶ موفق به شکست حریف و کسب مقام قهرمانی ان بی ای گردید. میامی هرالد، رویترز

## ۱۵ ژوئن ۲۰۰۹
- دبیرکل سازمان ملل متحد خواهان احترام به خواست واقعی ملت ایران شد

بان کی‌مون، دبیرکل سازمان ملل متحد  در واکنش به اعتراضات مردم ایران خواهان احترام به «خواست واقعی ملت ایران» شد. در همین حال کاخ سفید در واشنگتن، اعلام کرده که همچنان نگران وضعیت پس از انتخابات در ایران است. همچنین، گوردون براون، نخست وزیر بریتانیا نیز خواستار این شد که دولت ایران به «سوال‌های جدی» درباره انتخابات مناقشه برانگیز ریاست جمهوری ایران و در رابطه با سرکوب تظاهرات مشروع مردم ایران پاسخ دهد. پیشتر، وزیران خارجه بیست و هفت کشور عضو اتحادیه اروپا، نتایج اعلام شده توسط ستاد انتخابات ایران و سرکوب‌ها مردم ایران را محکوم کرده‌بودند. صدای آمریکا، نیویورک تایمز، دویچه وله فارسی
- راهپیمایی بیش از یک میلیون تن در مسیر بین میدان انقلاب و آزادی در تهران

شمار معترضان حاضر در تجمع اعتراضی در مسیر بین میدان انقلاب و میدان آزادی تهران که دائم درحال افزایش است به بیش از یک میلیون نفر رسید. این تجمع با حضور میرحسین موسوی، مهدی کروبی، محمد خاتمی، محمدرضا خاتمی و غلامحسین کرباسچی برگزار شد که هدف حضور این افراد در تجمع، دعوت مردم به آرامش اعلام شد. موسوی و خاتمی در جمع معترضین سخنرانی کردند. به گزارش برخی از خبرگزاریهای حاضر در صحنه، شبه‌نظامیان حامی دولت به روی معترضان آتش گشوده‌اند که موجب  کشته شدن دست کم یک نفر و مجروح شدن عده‌ای شده است. بی‌بی‌سی فارسی، رادیو فردا، رادیو زمانه
- اعتراض رسانه‌های بین‌المللی به جمهوری اسلامی

در تهران ۶ مامور امنیتی، با حمله به دفتر شبکه‌ اول تلویزیون آلمان، یکی از اعضای این دفتر را با خود بردند.  ماموران به خبرنگاران ایتالیایی نیز حمله کردند. دفتر العربیه تعطیل شد. دو خبرنگار هلندی دستگیر شدند و قرار است اخراج شوند. گزارشگر و فیلمبردار شبکهٔ تلویزیونی بی‌بی‌سی نیز دستگیر شدند. دویچه وله فارسی
- ادامه اعتراضات به نتایج انتخابات در ایران

ناآرامی‌ها در پی اعلام نتایج انتخابات در ایران همچنان ادامه دارد و دامنهٔ آن در سایر شهرها نیز گسترش یافته‌است. گزارش می‌شود که بسیاری از مردم تهران با رفتن روی بام‌ها شعار «مرگ بر دیکتاتور» سر می‌دهند. معاون رئیس جمهوری آمریکا، روز یکشنبه اعتبار نتایج انتخابات ایران را زیر سوال برد و فرانسه و آلمان نیز سرکوب «بی رحمانه» و «خشن» مخالفان را محکوم کرده‌اند. بی‌بی‌سی فارسی
- موافقت مشروط نخست‌وزیر اسراییل با کشور مستقل فلسطینی

بنیامین نتانیاهو، نخست‌وزیر اسرائیل در یک سخنرانی مهم در دانشگاه تل‌آویو برای اولین بار با تشکیل کشور مستقل فلسطینی به طور مشروط موافقت کرد. او بازگشت آوارگان فلسطینی را منتفی و اورشلیم را پایتخت واحد و ابدی اسرائیل دانست. دویچه وله فارسی
- دولت آلمان سفیر جمهوری اسلامی ایران را احضار کرد

فرانک والتر اشتاین‌مایر، وزیر امور خارجهٔ آلمان، برخورد نیروی انتظامی ایران با مردم ایران را غیرقابل قبول دانست. وی گفت، دولت آلمان با نگرانی به وقایع ایران می‌نگرد و مایل است، واکنش به انتخابات ایران را با دیگر اعضای اتحادیهٔ اروپا هماهنگ کند. دویچه وله فارسی
- سازمان گزارشگران بدون مرز نتایج انتخابات ایران را مردود خواند

سازمان بین المللی گزارشگران بدون مرز از اتحادیه اروپا خواست نتایج انتخابات ایران را مردود شمارند و اعلام کرد: «انتخابات آزاد به انتخاباتی گویند که در آن رسانه‌ها در نظارت و تحقیق پیرامون اتهامات تقلب، کاملا آزاد باشند، که متاسفانه این شرایط در این انتخابات فراهم نگردیده‌اند». پیشتر، خبرنگاران شبکه نووای هلند از ایران اخراج، و بی‌بی‌سی نیز به ارسال پارازیت به امواج رادیویی و ماهواره‌ای برنامه‌های خود توسط دولت ایران اعتراض کرده‌است. گزارشگران بدون مرز، نوا، بی‌بی‌سی
- کشته شدن پنج تن در پی حمله خشونت‌بار نیروهای امنیتی به کوی دانشگاه تهران و دانشگاه اصفهان

نیروهای امنیتی دولت ایران، بامداد دوشنبه در پی تجمع اعتراض‌آمیز دانشجویان در خوابگاه دانشگاه تهران واقع در خیابان کارگر شمالی به آنجا یورش برده‌اند که به گفته شاهدان عینی در اثر تیراندازی نیروها با اسلحه وینچستر، تعدادی از دانشجویان زخمی و تعدادی نیز دستگیر شده‌اند. هم‌زمان در اصفهان نیز نیروهای دولتی به محوطه دانشگاه صنعتی اصفهان یورش برده‌اند که طی آن نیز دانشجویان هدف ضرب و شتم قرار گرفته‌اند و دانشگاه تحت محاصره قرار گرفته‌است. در این درگیریها پنج نفر کشته و دهها تن زخمی شدند.بی‌بی‌سی فارسی، رادیو زمانه

## ۱۶ ژوئن ۲۰۰۹
- راهپیمایی هم‌زمان معترضان به نتایج آراء و حامیان دولتی علیه تظاهرکنندگان

در چهارمین روز اعتراض به نتایج انتخابات ریاست جمهوری ایران و یک روز پس از تظاهرات میلیونی مردم تهران، صدها هزار تن، از میدان ونک تهران به سمت میدان تجریش، با سکوت و بدون دادن شعار، راهپیمایی کردند. هم‌زمان به دعوت شورای هماهنگی سازمان تبلیغات اسلامی و اطلاعیه‌های مکرر صدا و سیمای جمهوری اسلامی، حدود ۲۰ هزار تن برای محکوم کردن آنچه «اغتشاش‌های جاری» نامیده شد، در میدان ولی‌عصر تجمع کردند. رادیو فردا ۱، رادیو فردا ۲، گاردین، بی‌بی‌سی فارسی
- تایید کشته شدن هشت نفر در ناآرامی‌های روز دوشنبه

در حالی که استاندار تهران کشته شدن هفت تن و زخمی شدن حدود سی تن را در درگیری‌های بین نیروهای امنیتی و شبه‌نظامی جمهوری اسلامی ایران و معترضین انتخابات اخیر در روز ۲۵ خرداد ۱۳۸۸ در میدان آزادی تهران تأیید کرده است، مسئولان بیمارستانی از کشته شدن دست کم هشت تن خبر داده اند. برخی منابع دیگر، این تعداد را تا دوازده تن نیز ذکر کرده‌اند. بی بی سی، گاردین
- واکنش اوباما به خشونت‌ها در ایران

باراک اوباما، رییس جمهوری آمریکا در نخستین واکنش خود به خشونت‌های پس از اعلام نتایج انتخابات در ایران، نگرانی عمیق خود را اعلان داشت و گفت: «برای من خطا خواهد بود که درباره آنچه که در چند روز اخیر، من و میلیون‌ها آمریکایی در تلویزیون دیده‌ایم، سکوت کنم.» وی ضمن تاکید بر اینکه نمی‌خواهد اظهاراتش دستمایه‌ای برای بازی‌های سیاسی در داخل ایران شود، افزود: مهم است که انتخاب رای دهندگان محترم شمرده شود و آزادی بیان، فرآیند دمکراتیک و مخالفت مسالمت آمیز به عنوان ارزش‌های جهانی باید مورد احترام قرار گیرند. رادیو فردا، بی‌بی‌سی
- دولت فرانسه سفیر جمهوری اسلامی ایران را احضار کرد

مهدی میرابوطالبی، سفیر جمهوری اسلامی ایران در فرانسه، به وزارت امور خارجه فرانسه احضار شد. دولت فرانسه، تخلفات در شمارش آراء و برخورد پلیس ایران با مردم این کشور را غیرقابل قبول دانست. رادیو بین‌المللی فرانسه

## ۱۷ ژوئن ۲۰۰۹
- ادامه راهپیمایی‌ها در تهران

بین ده‌ها تا صدها هزار تن در اعتراض به نتایج انتخابات ریاست جمهوری، از میدان هفت تیر به سمت میدان ولیعصر در تهران، به راهپیمایی پرداختند. شرکت کنندگان این راهپیمایی، انگشتانشان را به نشانه پیروزی بالا گرفته و پلاکاردهایی در دست دارند که در آن نوشته شده است: «برای جلوگیری از کشتار، قبل از تاریکی متفرق شوید.» اما دولت هم‌چنان در برابر درخواست مخالفان برای ابطال آرا و انتخابات مجدد مقاومت می‌کند. میرحسین موسوی، نامزد اصلاح‌طلبان که از سوی وزارت کشور جمهوری اسلامی، بازنده انتخابات اعلام‌شده، خواستار ادامه اعتراضات دور از خشونت از جمله در روز پنج‌شنبه شد.بی‌بی‌سی فارسی، سی‌ان‌ان، رادیو فردا، العربیه فارسی
- دستگیری برخی دیگر از چهره‌های سیاسی ایران

در اقدامی جدید جهت سرکوب اعتراضات سراسری مردم ایران، نیروهای امنیتی جمهوری اسلامی، برخی چهره‌های سیاسی اصلاح‌طلب، از جمله سعید حجاریان، محمدعلی ابطحی، عبدالفتاح سلطانی، بهزاد نبوی، سعید لیلاز و احمد زیدآبادی را دستگیر کردند. دویچه وله فارسی
- خبرنگاران خارجی از گزارش ناآرامی ایران منع شدند

دولت ایران، خبرنگاران خارجی را از تهیه گزارش‌های خبری از سطح شهرهای ایران منع کرد. بخش رسانه‌های خارجی وزارت فرهنگ و ارشاد اسلامی، اعلام کرده‌است که خبرنگاران خارجی اجازه ندارند در سطح شهر آزادانه به تهیه گزارش یا فیلم خبری مبادرت کنند. بی‌بی‌سی فارسی
- در حمایت از مردم ایران، توییتر تعمیرات خود را به تعویق انداخت و پایرت بی سبزپوش شد

توییتر، شرکت ارائه خدمات پیامک‌، تعمیرات خود را که قرار بود روز دوشنبه‌ انجام شود را به درخواست وزارت امور خارجه آمریکا به تعویق انداخت، تا به این وسیله، تظاهرکنندگان ایرانی، از کانال تویتر بتوانند به تبادل اخبار و اطلاعات آزاد بپردازند. همچنین معروف‌ترین وب‌گاه اشتراک فایل جهان به نام پایرت بی (The Pirate Bay) که محل جستجو و رد و بدل‌کردن فایل‌های تورنت است، با حمایت از اعتراضات مردم ایران، سبزپوش شد دویچه وله فارسی، پاکت لینت

## ۱۸ ژوئن ۲۰۰۹
- تبریک تنها ۱۳ کشور به احمدی‌نژاد

با گذشت یک هفته از اعلام نتایج رسمی دهمین دوره انتخابات ریاست جمهوری ایران، تنها رؤسای ۱۳ کشور به محمود احمدی‌نژاد تبریک گفته‌اند. نتیجه مشکوک انتخابات ریاست جمهوری و سرکوب گسترده اعتراضات سراسری مردم ایران، سبب شده است که اغلب کشورهای جهان از ارسال پیام تبریک به احمدی‌نژاد خودداری کنند. به گزارش تارنمای رسمی ریاست‌جمهوری ایران، رؤسای جمهور تاجیکستان، ارمنستان، روسیه، سری‌لانکا، چین و عمان، تبریک‌هایی مکتوب به دولت ایران فرستاده‌اند و رؤسای افغانستان، پاکستان، قطر، ونزوئلا، اکوادور، جمهوری آذربایجان، و نخست‌وزیر ترکیه با تماس تلفنی به محمود احمدی‌نژاد تبریک گفته‌اند. این در حالی است که محمود احمدی‌نژاد اعلام کرده‌است که دولت وی «با ۲۰۰ کشور دنیا روابط خوب اقتصادی و سیاسی دارد». رادیو زمانه، دویچه وله فارسی
- سخنرانی موسوی در اجتماع صد‌ها هزار سیاه‌پوش معترض به نتایج اعلام‌شده در انتخابات

به دنبال فراخوان روز چهارشنبه میرحسین موسوی، صد‌ها هزار معترض به نتایج اعلام‌شده در دهمین دوره انتخابات ریاست جمهوری ایران، در مراسم بزرگ‌داشت کشته‌شدگان راه‌پیمایی‌های روزهای اخیر تهران، مردم با پوشیدن لباس‌های سیاه، در میدان توپخانه تهران تجمع کرده و سپس در حالی که گل و شمع در دست داشتند به سمت میدان فردوسی راه‌پیمایی کردند. میر حسین موسوی با لباس سیاه در این تجمع سخنرانی کرد و بار دیگر کشته‌‌شدگان روزهای اخیر را «شهید» خواند. رویترز، بی‌بی‌سی فارسی، رادیو زمانه، دویچه وله فارسی، رادیو فردا
- محکومیت اعمال خشونت‌ علیه مردم از سوی دو مرجع تقلید شیعه

یوسف صانعی و موسوی اردبیلی از مراجع تقلید شیعیان ایران، خشونت‌های اعمال شده علیه معترضان به نتایج نتایج اعلام‌شده در دهمین دوره انتخابات ریاست جمهوری ایران را محکوم کردند. رادیو زمانه
- بريتانيا یک ميليارد و ۶۰۰ ميليون دلار از دارايى‌هاى ايران را مسدود كرد

دولت بريتانيا حدود یک ميليارد پوند استرلینگ (معادل یک ميليارد و ۶۴۰ ميليون دلار) از دارايى‌هاى خارجی ايران را در راستای تحريم‌هاى بين‌المللى عليه برنامه‌هاى هسته‌اى ایران مسدود كرد. رادیو فردا
- تیم ملی فوتبال ایران از راه‌یابی به جام جهانی بازماند

در پی تساوی یک بر یک تیم‌های ملی فوتبال ایران و کره جنوبی، دو تیم کره شمالی و عربستان سعودی نیز به تساوی بدون گل دست یافتند. بدین ترتیب دو تیم کره جنوبی (با ۱۶ امتیاز) و کره شمالی (با ۱۲ امتیاز) اما تفاضل گل بیشتر نسبت به عربستان سعودی مستقمیا به جام جهانی سال ۲۰۱۰ در آفریقای جنوبی راه یافتند و ایران در گروه خود چهارم و حذف شد. دویچه وله فارسی

## ۱۹ ژوئن ۲۰۰۹
- واکنش‌های بین‌المللی به سخنان علی خامنه‌ای

سازمان عفو بین الملل اظهارات علی خامنه‌ای در نماز جمعه ۲۹ خرداد را چراغ سبزی برای سرکوب خشونت‌آمیز معترضان از سوی مقامات دولت ایران دانست. گوردون براون، نخست وزیر بریتانیا، طی اظهار نظر شدیدی درباره نا آرامی‌های بعد از انتخابات در ایران، خشونت و کنترل مطبوعات را در این کشور محکوم کرد. همچنین نیکولا سارکوزی، رییس جمهوری فرانسه گفت که امیدوار است که رهبران فعلی ایران باعث بروز خسارات جبران ناپذیری نشوند. آنگلا مرکل، صدر اعظم آلمان اعلان داشت که ایران باید ادعاهای مبنی بر بروز تقلب در انتخابات ریاست جمهوری را بررسی کند. مجالس نمایندگان و سنای کنگره آمریکا نیز با صدور قطعنامه مشابه‌ای دولت ایران را به دلیل اعمال خشونت علیه مردم معترض به نتیجه انتخابات این کشور، محکوم کردند. بی‌بی‌سی فارسی، صدای آمریکا
- حمایت رهبر ایران از نتایج انتخابات و انتقاد از اعتراضات خیابانی

علی خامنه‌ای رهبر جمهوری اسلامی در سخنانی در مراسم نماز جمعه تهران نسبت به نتیجه انتخابات ریاست جمهوری و تحولات بعد از آن اظهار نظر کرد. وی ضمن رد امکان تقلب گسترده در انتخابات، به معترضین هشدار داد و بیان داشت که بجای راهپیمایی در خیابانها، خواسته‌های خود را از طریق مجاری قانونی پیگیر باشند. وی در خطبه‌های نماز جمعه در دانشگاه تهران، قدرت‌های خارجی را در ادامه تحریک مردم توسط نامزدهای معترض و ورود به خیابان‌ها، منشا ناآرامی‌های بیشتر و سوء استفاده از فرصت ایجاد شده دانست و مسئولیت خونریزی بیشتر و خشونتها را بر عهده مشوقان و برگزار کنندگان راهپیمایی‌ها دانست. خامنه‌ای با دفاع از گذشته هاشمی رفسنجانی، اتهاماتی را که علیه او و همچنین علی‌اکبر ناطق نوری در مناظرات و سایر جاها مطرح شد، مورد انتقاد قرار داد، با اینحال گفت که در زمینه های سیاست خارجی، عدالت اجتماعی و مسایل فرهنگی، نظر رئیس جمهوری به نظر خود او نزدیک‌تر است. وی تاکید کرد راهپیمایی و تظاهرات به عنوان اهرم فشار، حکومت را به پذیرش خواسته معترضان در این زمینه وادار نخواهد کرد. سی‌ان‌ان، بی‌بی‌سی انگلیسی
- شيرين عبادى خواهان لغو انتخابات شد

شیرین عبادى، برنده جایزه صلح نوبل خواهان لغو نتايج انتخابات دهمین دوره ریاست‌جمهوری ایران و برگزارى انتخابات تازه‌اى با حضور ناظران بین‌المللی شد. العربیه فارسی
- واکنش گوگل و فیس بوک به رویدادهای ایران

از امروز زبان فارسی هم به جمع زبان‌های «ابزار ترجمه‌ی گوگل» پیوسته‌است. فیس‌بوک هم از امروز به کاربران فارسی‌زبان امکان می‌دهد که اطلاعات ثابت صفحه‌شان را به زبان فارسی ببینند. مسئولین  گوگل و فیس‌بوک، علت این اقدام را واکنش به توجه جهانی به اعتراضات سراسری مردم ایران و «بهبود دسترسی به اطلاعات» در این‌باره اعلام کرده‌اند. دویجه وله فارسی، نیویورک تایمز

## ۲۰ ژوئن ۲۰۰۹
- درگیری‌های پراکنده در تهران و برخورد شدید نیروهای حکومت با معترضان

هزاران تن از مردم معترض به نتایج انتخابات ریاست جمهوری دهم در خیابانهای مختلف تهران به تظاهرات پرداختند. پلیس ضد شورش خیابان های انقلاب و کریمخان زند، میدان فردوسی، بلوار کشاورز و خیابان آزادی را به شدت تحت کنترل خود دارند و هزاران پلیس و نیروی بسیج برای مقابله با تظاهر کنندگان به نتیجه انتخابات در این مناطق مستقر شده و به ضرب و شتم شدید معترضان پرداختند. گزارش ها حاکی است که بیمارستان های اطراف این خیابان پر از مجروح بودند. بر اثر تیراندازی عده ای به‌شدت زخمی شده‌اند. به گزارش سی‌ان‌ان، کارکنان بیمارستانها خبر از مرگ دست کم ۱۹ نفر دادند و برخی گزارش‌های تایید نشده رقم کشته شدگان را ۱۵۰ تن اعلام کردند. همچنین «پایگاه بسیج در نواب» به آتش کشیده شده‌است. میرحسین موسوی در جمع معترضان در خیابان آزادی حاضر شده و با گفتن اینکه «من غسل شهادت کرده‌ام»، دولت وقت را دولت کودتا نامید و آنرا محکوم کرد. وی از مردم خواست تا در صورتی که او توسط  مقام‌های امنیتی بازداشت شد، دست به اعتصاب سراسری بزنند. بی‌بی‌سی فارسی، سی‌ان‌ان، رویترز، رادیو فردا
- اعتراض شبانه به نتیجه انتخابات ایران در پشت بام‌ها ادامه یافت

گزارش‌ها از تهران و برخی شهرهای دیگر ایران حاکی است که معترضان به نتیجه انتخابات این کشور جمعه شب هم به پشت بام‌ها رفته‌اند و مانند شب‌های گذشته اعتراض خود را با گفتن «الله اکبر» و «مرگ بر دیکتاتور» اعلام کرده‌اند. بی‌بی‌سی فارسی، رادیو زمانه
- درخواست اعزام فرستاده ویژه نقض حقوق بشر به ایران

ده‌ها استاد ایرانی دانشگاه‌های سراسر جهان در نامه‌ای به بان کی‌مون، دبیرکل سازمان ملل متحد، ضمن محکوم‌کردن حمله نیروهای بسیجی و امنیتی به تظاهرات مسالمت‌آمیز معترضان به نتایج اعلام‌شده انتخابات دهمین دوره ریاست‌جمهوری ایران، خواستار اعزام فرستاده ویژه حقوق بشر به ایران شدند. رادیو فردا

## ۲۱ ژوئن ۲۰۰۹
- ادامه اعتراضات پراکنده خیابانی در تهران

گزارش های رسیده از ایران حاکی است که به رغم وضعیت نظامی و امنیتی تهران و سرکوب روز شنبه که ۱۹ کشته بر جای گذاشت، تظاهرکنندگان به صورت پراکنده روز یکشنبه در خیابان‌های انقلاب و میدان ونک و میدان هفت تیر، علیه نتایج انتخابات شعار دادند و با نیروهای پلیس ضد شورش و لباس شخصی های سپاه و بسیج درگیر شدند. درگیری های مشابهی در میدان بهارستان گزارش شده و گفته می شود که تعدادی از تظاهر کنندگان به سمت میدان ولیعصر حرکت کردند و هزاران تن از نیروهای بسیج و پلیس ضد شورش خیابان های اصلی را در کنترل خود دارند. معترضان به نتیجه انتخابات برای اعتصاب عمومی در روز سه شنبه برنامه ریزی کرده و طی فراخوانی از مردم ایران خواسته اند تا به سر کار نروند. رادیو فردا
- رئیس جمهوری آمریکا از دولت ایران خواست به ارعاب مردم پایان دهد

باراک اوباما، رئیس جمهوری آمریکا از حکومت ایران خواست تا به تمام خشونت‌ها و اقدامات ناعادلانه علیه مردم خود پایان دهد. 
وی همچنین از دولت ایران خواست تا از طریق جلب رضایت مردم حکومت کند و نه با ارعاب. صدای آمریکا، رادیو فردا، بی‌بی‌سی فارسی
- انتقاد رئیس مجلس شورای اسلامی از شورای نگهبان

علی لاریجانی، رئیس مجلس شورای اسلامی با انتقاد از عملکرد برخی اعضای شورای نگهبان، آن نهاد را به طرفداری از یک کاندیدای خاص متهم کرد. وی در یک مصاحبه در تلویزیون دولتی ایران گفت: «بخش عمده ای از مردم تصورشان در باره نتیجه انتخابات با نتیجه رسمی متفاوت است. باید به این تصور احترام گذاشت و حساب این جمعیت زیاد را با گروهی اغتشاش گر مخلوط نکرد.» لاریجانی همچنین از یکجانبه و غیر شفاف بودن عملکرد صدا و سیما انتقاد به عمل آورد.
بی‌بی‌سی فارسی، سی‌ان‌ان

## ۲۲ ژوئن ۲۰۰۹
- برخورد پلیس ضدشورش با تجمع‌کنندگان در میدان هفت‌تیر تهران

بیش از هزار تن از طرفداران میرحسین موسوی، در میدان هفت‌تیر تهران اجتماع کردند تا در مراسم بزرگداشت ندا آقا سلطان شرکت کنند. پلیس ضدشورش با برخورد با اجتماع‌کنندگان، ده‌ها نفر را بازداشت و عده‌ی زیادی را مورد ضرب و شتم قرار داد. دویچه وله فارسی، رادیو بین‌المللی فرانسه
- خانواده‌های دیپلمات‌های انگلیسی ایران را ترک می‌کنند

دولت بریتانیا از فرستادگان سیاسی خود در ایران خواسته است، اعضای خانواده‌های خود را به انگلستان باز‌گردانند.  در اقدامی دیگر، دولت‌های ایتالیا و بریتانیا از شهروندان خود خواسته‌اند تا از سفرهای غیر ضروری به ایران خودداری کنند. دویچه وله فارسی، بی‌بی‌سی فارسی
- شرکت نوکیا زیمنس فروش ابزار شنود موبایل به ایران را تایید کرد

شرکت مخابراتی نوکیا زیمنس (NSN) فروش تجهیزات شنود مکالمات تلفن همراه به دولت ایران را تایید کرد. یک سخنگوی این شرکت به بی‌بی‌سی فارسی گفت که شرکت Intelligent Solutions که تا ماه مارس سال جاری بخشی از شرکت نوکیا-زیمنس بود، نسخه محدود شده محصولی با نام Monitoring Centre را در نیمه دوم سال ۲۰۰۸ به ایران فروخته است. امکانات محصول مذکور به دولت ایران اجازه می‌دهد تا بر روی ای‌میل، تماس‌های تلفنی، پیام‌های متنی (SMS)، پیام‌های ارسال شده توسط ابزارهایی مانند یاهو مسنجر و شبکه‌های اجتماعی مانند فیس بوک «شنود قانونی» داشته باشد. بی‌بی‌سی فارسی
- ادامه‌ی تجمعات اعتراض آمیز و انتشار بیانیه‌ای تازه از سوی موسوی

با حضور چندین هزار نفر در روز یکشنبه، تجمعات اعتراض آمیز در تهران و برخی شهرهای ایران ادامه یافت. همچنین امشب نیز مانند شب‌های گذشته مردم بر بام‌های منازل خود در تهران، ندای «الله اکبر» سر دادند. در چنین شرایطی میرحسین موسوی از تظاهرکنندگان خواست به احقاق حقوق خود امیدوار باشند و از خشونت پرهیز کنند. بی‌بی‌سی فارسی، دویچه وله فارسی، العربیه فارسی
- اعتراض روزنامه‌نگاران ایران به محدودیت‌های اطلاع‌رسانی

یکصد و هشتاد روزنامه‌نگار ایرانی با انتشار بیانیه‌ای اعلام کرده‌اند که به دلیل محدودیت‌های امنیتی که دولت محمود احمدی‌نژاد ایجاد کرده، قادر به انجام وظیفه نیستند. روزنامه‌نگاران ایرانی در بیانیه اعتراضی خود نوشته‌اند که دولت اعلام کرده «روزنامه‌ها باید قبل از چاپ به نظر ماموران دولتی برسند و بدون کنترل حق انتشار ندارند». هم‌چنین در بیانیه چنین ذکر شده که «اقدام غیرقانونی دولت، بعد از پیروزی انقلاب ۱۳۵۷ تاکنون سابقه نداشته‌است و حتی در دوران جنگ ایران و عراق نیز چنین فشاری بر مطبوعات وجود نداشته است». بی‌بی‌سی فارسی
- تشدید انتقادات اروپا از شیوه برخورد رهبری ایران

نیکلا سارکوزی، رییس‌جمهور فرانسه شیوه برخورد علی خامنه‌ای رهبر نظام جمهوری اسلامی با مردم معترض را نابخشودنی خواند. هم‌چنین آنگلا مرکل، صدراعظم آلمان نیز در بیانیه‌ای متذکر شد که کشور آلمان، پشتیبان ایرانیانی است که خواهان رسیدن به حق خود در زمینه آزادی بیان هستند. دولت ایتالیا نیز به سفارت خود در ایران دستور داده تا به تظاهرکنندگان مجروح کمک کند. دویچه وله فارسی
- اخراج خبرنگار سرویس جهانی بی‌بی‌سی از ایران

از جان لاین، گزارش‌گر دائمی بی‌بی‌سی در تهران خواسته‌شد تا ظرف بیست و چهار ساعت آینده خاک ایران را ترک کند. سرویس جهانی بی‌بی‌سی نیز با انتشار بیانیه‌ای، این خبر را تائید کرد. با این حال دفتر این خبررسانی در تهران همچنان باز خواهد ماند. در همین حال، صفار هرندی، وزیر فرهنگ و ارشاد اسلامی، رسانه‌های خبررسانی انگلیسی را تهدید کرد که «در صورت ادامۀ دخالت در امور داخلی ایران با تبعات جدی‌تری روبرو خواهند شد». رادیو بین‌المللی فرانسه، بی‌بی‌سی فارسی

## ۲۳ ژوئن ۲۰۰۹
- احضار سفیران ایرانی در چند کشور اروپایی

سه کشور فنلاند، سوئد و دانمارک، سفیران جمهوری اسلامی ایران در این سه کشور را احضار کردند و نگرانی خود، در مورد خشونتهای پس از انتخابات در ایران را ابراز داشتند. فرانسه نیز برای بار دوم طی هشت روز گذشته، سفیر ایران در پاریس را احضار کرد و سخنگوی وزارت خارجه فرانسه، بار دیگر محکومیت سرکوبی خشن اعتراضات در ایران را به سفیر جمهوری اسلامی تاکید نمود. رویترز، رادیو فردا ۱، رادیو فردا ۲، رادیو فردا ۳
- بریتانیا و ایران دیپلمات‌های یکدیگر را اخراج کردند

گوردون براون، نخست‌وزیر بریتانیا اعلام کرد که در واکنش به تصمیم نظام جمهوری اسلامی برای اخراج دو دیپلمات شاغل در سفارت بریتانیا در تهران، لندن دو دیپلمات ایرانی را اخراج کرده‌است. نخست‌وزیر بریتانیا، اخراج دو دیپلمات بریتانیایی را اقدامی «ناموجه» خواند و اتهامات دولت ایران را «بی‌اساس» دانست. رادیو فردا، بی‌بی‌سی فارسی
- اوباما اعمال خشونت علیه مردم ایران را محکوم کرد

باراک اوباما از اعمال خشونت علیه مردم ایران بشدت اظهار ناخرسندی کرده و انگشت اتهام سران قدرت حکومت ایران بسوی آمریکا، انگلیس و کشورهای غربی را «اختراعی کاذب و مسخره» خواند و اظهار داشت: «این  بهانهٔ فرسودهٔ آنها است که سعی دارند گناه خود را به گردن کشورهای خارجی بیاندازند. این تلاش‌ها برای این است که اذهان مردم دنیا را از حقایق داخل ایران منحرف کنند.» نیویورک تایمز، سی‌ان‌ان
- انتقاد سارکوزی از پوشیدن «برقع»

نیکلا سارکوزی، رییس‌جمهور فرانسه، شدیدا از پوشیدن برقع و نقاب توسط زنان مسلمان فرانسوی انتقاد کرد و افزود: «برقع در فرانسه جایی نخواهد داشت». دویچه وله فارسی

## ۲۴ ژوئن ۲۰۰۹
- سرکوب معترضان در میدان بهارستان تهران

تجمع تازه مخالفان نتایج انتخابات ریاست جمهوری در میدان بهارستان تهران و روبروی ساختمان مجلس شورای اسلامی، با ضرب و شتم آنان توسط پلیس و نیروهای لباس شخصی و پرتاب گاز اشک‌آور به خشونت کشیده شده است. مجموعه فعالان حقوق بشر، از «تیر خوردن یک دختر ۱۹ ساله از ناحیه گلو» توسط نیروهای شبه نظامی و بازداشت و زخمی شدن ده‌ها تن از معترضان، خبر می‌دهد. به گزارش این مجموعه، اجازه کمک‌رسانی به این زخمی داده نشده است و این فرد با وقفه طولانی به‌وسیله ماشین‌های نظامی، به محل نامشخصی منتقل شده‌است. رادیو فردا، رادیو زمانه
- احضار سفیران ایرانی در دو کشور دیگر اروپایی

دو کشور مجارستان و رومانی با احضار سفیر ایران در بوداپست، خواستار رعایت حقوق مردم برای تظاهرات مسالمت آمیز و لغو محدویت های گسترده ای شدند که برای رسانه های خارجی و گردش آزاد اطلاعات ایجاد شده است. پیشتر جمهوری چک نیز، کاردار جمهوری اسلامی در پراگ را فراخوانده بود و فرانسه، سوئد، دانمارک، بلژیک، فنلاند، بریتانیا و کانادا نیز، با احضار سفیران ایران به سرکوب معترضین در این کشور اعتراض کرده بودند. رادیو فردا
- دستگیری روشنفکر چینی

پس از شش ماه حبس خانگی، لیو شیاوبو، نویسنده‌ی نامدار چینی به طور رسمی دستگیر شد. لیو شیاوبو جزو معدود دگراندیشان چینی است که از محبوبیت ویژه‌ای میان روشفکران این کشور برخوردار است. اتهام وی «راه‌اندازی آشوب، شایعه‌پراکنی و تحریک برای سرنگونی حکومت سوسیالیستی چین» عنوان شده‌است. دویچه وله فارسی

## ۲۵ ژوئن ۲۰۰۹
- مرگ مایکل جکسون در سن ۵۰ سالگی

مایکل جکسون خواننده موسیقی پاپ در سن ۵۰ سالگی بر اثر ایست قلبی در خانه‌اش در ایالت کالیفرنیا درگذشت. بی‌بی‌سی فارسی، رویترز
- بازداشت بیش از ۱۱۰۰ تن در ناآرامی‌های اخیر ایران

کمپین بین‌المللی حقوق بشر در ایران، فهرستی از بازداشت‌شدگان و جان‌باختگان ناآرامی‌های اخیر ایران را منتشر کرده‌است. این فهرست در برگیرنده ۲۴۰ بازداشتی است که ۲۹ نفر از آن‌ها پس از بازداشت آزاد شده‌اند. اسامی ۱۰۲ نفر از شخصیت‌های سیاسی، ۲۳ روزنامه‌نگار، ۷۹ دانشجو و ۷ استاد دانشگاه و چهار نفر از جان‌باختگان حوادث اخیر در این لیست دیده می‌شد. کمپین حقوق بشر تاکید کرده‌است که این فهرست کامل نیست و تنها شامل نام افرادی است که شناسایی شده‌اند. رادیو زمانه
- آمریکا دعوت از دیپلمات‌های ایرانی را پس گرفت

کاخ سفید، دعوت از دیپلمات‌های ایرانی برای شرکت در مراسم جشن روز استقلال آمریکا را پس گرفته‌است. این نخستین اقدام عملی دولت باراک اوباما در اعتراض به سرکوب خشونت‌آمیز معترضان به نتایج انتخابات ریاست‌جمهوری در ایران است. بی‌بی‌سی فارسی
- انفجارها در بغداد دست کم ۶۹ کشته به جای گذاشت

در نتیجه انفجار یک بمب در بغداد، پایتخت عراق، دست‌کم شصت و نه نفر کشته و بیش از یکصد و سی نفر مجروح شدند. بی‌بی‌سی فارسی

## ۲۶ ژوئن ۲۰۰۹
- پاسخ اوباما به احمدی‌نژاد و محکوم کردن برخورد دولت ایران با معترضان

باراک اوباما در یک نشست خبری با آنگلا مرکل در پاسخ به محمود احمدی‌نژاد که خواستار پوزش آمریکا از ایران جهت «دخالت» در پیامدهای اعلام نتایج انتخابات ریاست جمهوری ایران شده بود، اظهار داشت: «پیشنهاد می‌کنم آقای احمدی نژاد بجای طلب عذرخواهی از آمریکا، برود از خانواده‌های کشته شدگان عذرخواهی کند و به فکر تعهدات به مردم ایران باشد.» اوباما ضمن محکوم کردن برخورد خشن دولت ایران، مردم معترض در ایران را «فوق‌العاده شجاع» نامید و میرحسین موسوی را نیز به خاطر شجاعتش ستود.
آسوشیتد پرس، بی‌بی‌سی انگلیسی
- گروه ۸ خواستار پایان فوری خشونت‌ها در ایران شد

گروه هشت، متشکل از هشت قدرت جهانی، که در شهر تریست در ایتالیا تشکیل جلسه داده‌است، از جمهوری اسلامی ایران خواست تا خشونت‌های دوره پس از انتخابات را فوراً متوقف کند و به حقوق بشر و حقوق شهروندان از جمله آزادی بیان احترام بگذارد. در ادامه این بیانیه وزیران خارجه عضو این گروه، در بیانیه‌ای «هم‌بستگی خود با قربانیان ایران» را اعلام کرده‌اند. بی‌بی‌سی فارسی، رادیو زمانه
- امام جمعه موقت تهران خواستار برخورد بی‌رحمانه با مخالفان شد

احمد خاتمی، امام جمعه موقت تهران مخالفت با ولی فقیه را مخالفت با خدا دانست و خواستار «برخورد قاطعانه و بی‌رحمانه قوه قضائیه جمهوری اسلامی ایران» با مخالفان شد تا به گفته او «مایه عبرت برای همگان باشد.» وی همچنین با اشاره به قتل فجیع ندا آقاسلطان گفت: «در اغتشاشات اخیر یک خانم کشته شد. باراک اوباما برایش اشک تمساح ریخت و غرب معرکه گرفت. هر عاقلی که فیلم‌اش را دیده باشد، متوجه می‌شود کار خود اغتشاش‌گران است». پیشتر، معاون قوه قضاییه اعلان داشته بود که معترضان خیابانی به دادگاه ویژه فرستاده خواهند شد و تهدید نموده بود: «با کسانی که در حوادث اخیر بازداشت شدند طوری برخورد خواهد شد که درس عبرت بگیرند.» دویچه وله فارسی، بی‌بی‌سی فارسی، رادیو زمانه، دویچه وله
- حمله معترضان به سفارت ایران در سوئد

گروهی از تظاهرکنندگان ایرانی در اعتراض به سرکوب مردم ایران توسط نظام جمهوری اسلامی، به سفارت ایران در استکهلم حمله کردند. این تظاهرات با سنگ‌پرانی به سوی سفارت‌خانه همراه بود. در طول حمله، گروهی از تظاهرکنندگان دروازه ورودی سفارت‌خانه را شکستند و وارد ساختمان سفارت شدند، اما پس از حضور نیروهای پلیس سوئد، به تسخیر سفارت‌خانه پایان دادند. رادیو زمانه، رادیو ملی سوئد
- اعتراض بریتانیا و اسپانیا به سرکوب مردم ایران

دیوید میلی‌بند، وزیر امور خارجهٔ بریتانیا با محکوم‌کردن «سیاست سرکوب نظام جمهوری ‏اسلامی ایران در قبال شهروندانش»، گفت که حکومت ‏ایران با مردم خود دچار «بحران اعتبار» شده‌است. وی افزود: مردم ناراضی ‏ایران به دلیل همین «بحران اعتبار» به خیابان‌ها ‏سرازیر می‌شوند، تا اعتراض خود را به نتیجهٔ رسماً ‏اعلام شدهٔ انتخابات دهمین دوره ریاست‌جمهوری این کشور بیان کنند. هم‌چنین پارلمان اسپانیا نیز با تصویب ‏قطعنامه‌ای صریح‌الحن از مقامات ایران خواست تا ‏سرکوب مردم این کشور را متوقف سازند. در این ‏قطعنامه نمایندگان مجلس اسپانیا خواستار آزادی همهٔ ‏دستگیرشدگان روزهای اخیر در ایران شده‌اند. رادیو بین‌المللی فرانسه، رادیو فردا
- صدراعظم آلمان در اشاره به ایران: «ما در کنار حق‌خواهان هستیم»

آنگلا مرکل، صدراعظم آلمان در یک سخنرانی در  کتابخانهٔ کنگرهٔ آمریکا گفت که از چگونگی برخورد دولت ایران با تظاهرات مسالمت آمیز معترضان بهت‌زده شده‌است. دویچه وله فارسی

## ۲۷ ژوئن ۲۰۰۹
- انتقاد موسوی اردبیلی از برخورد خشن با معترضان

آیت الله عبدالکریم موسوی اردبیلی، از مراجع تقلید در قم، در دیدار با بعضی اعضای شورای نگهبان، ضمن انتقاد از برخورد خشن دولت با اعتراضات خیابانی گفت: «اتفاقاتی که در این انتخابات رخ داد متأسفانه موجب تضعیف نظام شد در حالی که به راحتی امکان آن وجود داشت که قضایا حل شده و در یک مسیر منطقی قرار گیرد.» او از اعضای شورای نگهبان خواست تا اشکالاتی را که معترضین به انتخابات وارد می کنند شنیده و به مردم اجازه دهند که حرف خود را بیان نمایند. تابناک، بی بی سی فارسی
- آمریکا به معاون اول احمدی‌نژاد ویزا نداد

ایران می‌گوید، آمریکا به پرویز داوودی، معاون اول محمود احمدی‌نژاد، رئیس‌جمهوری این کشور برای شرکت در اجلاس مالی سازمان ملل متحد روادید ورود نداده است. پرویز داوودی در نظر داشت که در اجلاس مالی سازمان ملل متحد که با شرکت بیشتر از ۱۴۰ کشور در نیویورک برگزار می‌شد، سخنرانی کند. بی‌بی‌سی فارسی
- انتقاد دیدبان حقوق بشر از «حملات شبانه بسیجی‌ها» به منازل مردم

دیدبان حقوق بشر، که یک نهاد مدافع حقوق بشر است، نیروی بسیج سپاه پاسداران را متهم کرده‌است که به «حملات شبانه بی‌رحمانه به خانه‌های غیرنظامیان و تخریب اموال و کتک زدن آنان» دست می‌زنند. دیدبان حقوق بشر می‌گوید این حملات تلاشی است برای پایان‌دادن به فریادهای «الله اکبر» که معترضین به نتیجه انتخابات، شب‌ها بر فراز پشت‌بام‌ها سر می‌دهند. بی‌بی‌سی فارسی، اطلاعیهٔ دیدبان حقوق بشر

## ۲۸ ژوئن ۲۰۰۹
- هشدار اتحادیه اروپا به ایران

در پی بازداشت ۹ کارمند سفارت بریتانیا در تهران، وزرای خارجه اتحادیه اروپا در اجلاسی در یونان، خواستار آزادی فوری آنان شدند و به دولت ایران هشدار دادند: «هرگونه آزار و ارعاب کارکنان سفارت، با واکنشی قاطع و جمعی روبرو خواهد شد.» دیوید میلی‌بند، وزیر خارجه بریتانیا نیز این اقدام را محکوم کرده و خواستار آزادی فوری این افراد شده است. بی‌بی‌سی انگلیسی، نیویورک تایمز
- درگیری در مسجد قبای تهران

پلیس ضد شورش جمهوری اسلامی ایران برای متفرق کردن تجمع چند هزار نفری هواداران میرحسین موسوی در اطراف مسجد قبا در شمال تهران از گاز اشک آور استفاده کرد. تجمع مسجد قبا به مناسبت سالگرد کشته شدن آیت‌الله بهشتی و بیش از ۷۰ تن از اعضاء حزب جمهوری اسلامی در بمب‌گذاری هفت تیر ۱۳۶۰ برگزار شد. درگیریهایی نیز در ضلع شمالی این مسجد بین نیروهای شبه نظامی و مردم معترض روی داد که به زخمی شدن عده‌ای انجامید. رادیو فردا، رادیو زمانه
- سفر رئیس‌جمهور اسرائیل به دو کشور مسلمان، اعتراض ایران

شیمعون پرس، رئیس‌جمهور اسرائیل، سفر چهار روزه خود را به جمهوری آذربایجان و قزاقستان آغاز کرد. وی در روز ۱ ژوئیه، صدها نماینده از کشورهای مسلمان و عرب را در یک کنفرانس بین‌المذاهب در قزاقستان مورد خطاب قرار خواهد داد. انتظار می‌رود رئیس‌جمهوری اسرائیل در سفر به جمهوری آذربایجان، قراردادی را امضا کند که به این کشور اجازه می‌دهد از یک پایگاه نظامی که در دوره شوروی سابق تاسیس شده‌بود، برای تحقیقات فضایی اسرائیل و ارسال ماهواره به فضا بهره‌برداری کند. بی‌بی‌سی فارسی، وزارت امور خارجه اسرائیل، هاآرتض
- هاشمی: فتنه پیچیده‌ای در کار است

اکبر هاشمی رفسنجانی، رئیس مجمع تشخیص مصلحت نظام و رئیس مجلس خبرگان، پس از دو هفته سکوت در قبال حوادث پس از انتخابات ریاست جمهوری، خواستار رسیدگی شورای نگهبان به شکایات نامزدها به صورت دقیق و با رعایت انصاف شد. وی در دیدار با خانواده‌های کشته شدگان حادثه هفتم تیر سال ۱۳۶۰، «تحولات اخیر پس از انتخابات را فتنه‌ای پیچیده از سوی عواملی مرموز» دانست که به گفته او، «ایجاد نفاق و جدایی میان مردم و نظام و سلب اعتماد و اطمینان آحاد مردم را از نظام اسلامی را هدف قرار گرفته است.» هاشمی افزود: «هرجا توده‌های مردم با هوشیاری وارد صحنه‌ شده‌اند این توطئه خنثی شده است.» رادیو فردا، تابناک
- دستگیری نه کارمند ایرانی سفارت بریتانیا در تهران

در ادامه افزایش تنش در روابط ایران و بریتانیا، نه تن از کارکنان ایرانی سفارت بریتانیا در تهران به اتهام «دست‌داشتن در شورش‌های پس از انتخابات» دهمین دوره ریاست‌جمهوری ایران، بازداشت شده‌اند. شایان ذکر است که در جریان سرکوب اعتراضات مردم ایران به نتایج انتخابات، حداقل بیست تن کشته، شمار کثیری زخمی و به گفتۀ نهادهای مدافع حقوق بشر، در حدود دو هزار تن نیز بازداشت شده‌اند. رادیو بین‌المللی فرانسه، بی‌بی‌سی فارسی، نیویورک تایمز
- پافشاری موسوی بر ابطال انتخابات

میرحسین موسوی در سومین نامه‌ی ‌‌خود به شورای نگهبان، مناسب‌ترین راه برون‌‌‌‌‌‌‌رفت از شرایط موجود و بازسازی اعتماد عمومی را ابطال نتایج دهمین دوره انتخابات ریاست جمهوری ایران دانسته است. میرحسین موسوی، پیشنهاد ارجاع موضوع به حکمیتی شرعی، قانونی و مستقل را داده است. و پیشنهاد «هیأت ویژه» پیشنهادی شورای نگهبان را رد کرد. دویچه وله فارسی، بی‌بی‌سی فارسی
- رئیس‌جمهوری لبنان، ماموریت تشکیل دولت جدید را به سعد حریری واگذار کرد

میشل سلیمان، رئیس‌جمهوری لبنان، از سعد حریری، فرزند رفیق حریری و رهبر اکثریت در پارلمان این کشور خواست تا دولت جدید لبنان را تشکیل دهد . براساس این فرمان، سعد حریری رسما به عنوان نخست‌وزیر لبنان معرفی شد. العربیه فارسی، بی‌بی‌سی فارسی

## ۲۹ ژوئن ۲۰۰۹
- حضور «سنگین» نیروهای امنیتی در تهران، هم‌زمان با تائید نتایج انتخابات ایران توسط شورای نگهبان

احمد جنتی، دبیر شورای نگهبان قانون اساسی جمهوری اسلامی ایران، در نامه‌ای به وزارت کشور اعلام کرد که این شورا پس از بررسی دهمین دوره انتخابات ریاست جمهوری، صحت این انتخابات را «تائید کرد». هم‌زمان نیروهای امنیتی، در روز دوشنبه حضور پررنگی در سطح شهر تهران داشته‌اند. بی‌بی‌سی فارسی
- آزادی ۵ تن از کارکنان سفارت بریتانیا

سخنگوی وزارت امور خارجه جمهوری اسلامی ایران اعلام داشت که ۵ تن از از ۸ کارمند ایرانی سفارت بریتانیا در تهران که توسط ماموران امنیتی ایران دستگیر شده بودند، آزاد شده‌اند و وزارت اطلاعات جمهوری اسلامی در حال بازجویی بقیه بازداشت شدگان است. بی‌بی‌سی انگلیسی
- رئیس جمهور هندوراس به کاستاریکا پناه برد

مانوئل زلایا رئیس جمهور هندوراس که توسط ارتش آن کشور از مقام خود برکنار شده بود، به کاستاریکا گریخت. وی که خود را همچنان رئیس جمهوری می‌داند، در حالی با کودتای نظامی برکنار شد که قصد داشت با برگزاری رفراندوم دوره ریاست جمهوری خود را تمدید کند. رادیو فردا
- فراخوانی سفیر ایران از آذربایجان

بدنبال سفر شیمعون پرس به کشورهای جمهوری آذربایجان و قزاقستان و افتتاح سفارت‌خانه‌های اسرائیل در این دو کشور، نظام جمهوری اسلامی ایران سفیر خود را از باکو فرا خواند. بی‌بی‌سی فارسی، دویچه وله فارسی

## ۳۰ ژوئن ۲۰۰۹
- عفو بین‌الملل: «تدارک اعترافات تلویزیونی در ایران»

سازمان عفو بین‌الملل، در اطلاعیه‌ای مطبوعاتی هشدار داده‌است که رهبران بازداشتی اپوزیسیون در ایران، در خطر شکنجه قرار دارند و مقامات نظام جمهوری اسلامی قصد دارند آنان را به «اعترافات تلویزیونی» وادارند. دویچه وله فارسی
- خروج سربازان آمریکایی از تمامی شهرهای عراق

شش سال پس از اشغال عراق و سرنگونی صدام حسین، ارتش عراق کنترل امور امنیتی شهرهای این کشور را بصورت رسمی، بر عهده گرفت. مردم و سربازان عراقی به دنبال خروج نیروهای ارتش آمریکا از بغداد و دیگر شهرهای عراق، به جشن و شادمانی پرداخته‌اند. خروج سربازان آمریکایی یک روز پیش از مهلت تعیین‌شده، صورت گرفته‌است. بی‌بی‌سی فارسی
- سرکوب اعتراضات مردم ایران، موضوع نشست کشورهای گروه ۸

سیلویو برلوسکونی، نخست‌وزیر ایتالیا اعلام کرد که کشورهای گروه ۸، در نشست آتی خود، درباره‌ی تحریم‌های احتمالی علیه نظام جمهوری اسلامی ایران گفت‌وگو خواهد کرد. دویچه وله فارسی